# Tahir Hanley
Tahir Hanley (urodzony 5 maja 1997 w Hawi) – piłkarz z Saint Kitts i Nevis reprezentujący ten kraj na arenie międzynarodowej. 

## Kariera klubowa
Tahir Hanley zaczynał karierę w Garden Hotspurs FC. Z klubem tym zdobył w 2016 roku Puchar Saint Kitts i Nevis. W 2018 roku przeniósł się do Village Superstars FC z którym z kolei zdobył dwukrotnie mistrzostwo kraju w 2018 i 2019 roku.

## Kariera reprezentacyjna
Tahir Hanley zadebiutował w reprezentacji narodowej w towarzyskim wyjazdowym spotkaniu z Nikaraguą 31 sierpnia 2016 roku. Na dzień 26.10.2020 jego bilans spotkań to 7 meczów i 1 gol. 

## Bramki w reprezentacji
| Nr | Data            | Obiekt                        | Przeciwnik | Bramka na | Rezultat | Zawody                          |
| -- | --------------- | ----------------------------- | ---------- | --------- | -------- | ------------------------------- |
| 1. | 5 września 2019 | Kirani James Athletic Stadium | Grenada    | 1–1       | 2–1      | Liga Narodów CONCACAF 2019/2020 |